# Aleks Buda
Aleks Buda, född den 7 september 1910 i Elbasan i Albanien, död den 7 juli 1993 i Tirana i Albanien, var en albansk historiker och professor. Han blev direktör för Nationalteatern i Tirana 1945 och ordförande för Albaniens vetenskapsakademi 1973. Efter studíer i Italien och Österrike bidrog han stort inom området albansk medeltida historia och nationell renässans.
Aleks Buda var chefredaktör för och medförfattare till Historia e Shqipërisë (Albaniens Historia) 1959.